# Cam Đức (nhà thiên văn học)
Cam Đức (tiếng Trung: 甘德; bính âm: Gān Dé), hay còn được gọi là Cam Công (甘公), là một nhà thiên văn học và chiêm tinh học Trung Quốc cổ đại sinh ra ở nước Tề. Cùng với Thạch Thân, ông được xem là người đầu tiên được biết đến trong lịch sử đã biên soạn danh mục sao, ra đời sau danh mục sao Babylon sơ khai của các tác giả vô danh và ra đời trước danh mục sao của Hipparchus người Hy Lạp - người đầu tiên biên soạn danh mục sao được biết đến ở phương Tây. Ông cũng quan sát các hành tinh, đặc biệt là Sao Mộc. Các tác phẩm của ông đã bị thất lạc, nhưng một số tên tác phẩm và các đoạn trích dẫn vẫn còn đến ngày nay nhờ được chép trong các văn bản ra đời sau thời của ông.
Cam Đức có lẽ là người đầu tiên mô tả một trong những vệ tinh Galilei của Sao Mộc, mặc dù chúng thường không thể thấy được nếu không có kính thiên văn. Vào thế kỷ 20, một phần tác phẩm của Cam Đức, nằm trong tài liệu thiên văn ra đời sau thời ông, đã được nhà thiên văn Tịch Trạch Tông (席澤宗) xác định là mô tả một quan sát mắt thường về Ganymede hoặc Callisto, hai vệ tinh lớn nhất và sáng nhất của Sao Mộc, vào mùa hè năm 365 trước Công nguyên.

## Cuộc đời
Cam Đức là một trong những người nghiên cứu thiên văn học sớm nhất Trung Quốc. Nỗ lực ghi chép thông tin về bầu trời trong thời Chiến Quốc, công trình của Cam Đức mang giá trị khoa học rất cao. Ông soạn hai tác phẩm, một khảo luận về Sao Mộc (Tuế Tinh Kinh, 歲星經)  và một khảo luận tám tập về chiêm tinh thiên văn (Thiên Văn Tinh Chiêm, 天文星占).
Trong thế kỷ 4 TCN, Thạch Thân và Cam Đức cùng nhau thực hiện những quan sát khá chi tiết về năm hành tinh lớn (ngũ tinh). Cam Đức cũng thực hiện một trong những quan sát chi tiết đầu tiên về Sao Mộc còn được ghi lại trong lịch sử.